# José Domínguez Hernández
José Domínguez Hernández (Martos, Jaén, España, 1962) es un pintor autodidacta influenciado por el neoimpresionismo, ha desarrollado una técnica y estilo particular en torno a la temática del paisajismo urbano contemporáneo priorizando en su pintura la calma contemplativa y enfatizando elementos como la luz y el color.

## Trayectoria
Empieza a pintar a manera de hobbie y a participar en exposiciones colectivas en los años ochenta. En la década de los noventa realiza sus primeras exposiciones individuales dentro de territorio español fortaleciendo con el tiempo su presencia a nivel internacional.  Hace parte de la Organización mundial de Artistas Integrados, sociedad nacional de Bellas Artes de Francia, miembro activo de Artes sin fronteras por la Paz, y Académico superior de arte academia italiana Grecci Marino entre otros organismos culturales y artísticos de acción internacional.
La vida y obra de Domínguez Hernández ha sido registrada en publicaciones especializadas como Diccionario de escultores y pintores del siglo XX, Aproximación a las artes plásticas del siglo XXI, Diccionario enciclopédico internacional del arte moderno y contemporáneo de Italia. Sus obras han sido adquiridas por museos de países como México, Portugal, Argentina y Colombia entre otros.

### Exposiciones
Durante su carrera artística ha expuesto de manera colectiva e individual en cerca de  200 muestras de arte alrededor del mundo. Algunas de sus participaciones:
- 2021 - “Miradas”, Ateneo de Madrid, Madrid – España.
- 2021 - “Il Laboratorio”, Galería del Arte contemporáneo, Roma - Italia.
- 2020 - Antigua escuela de Arte y Oficios, Martos –Jaén, España.
- 2021 - Galería Gerdi Gutperle, Vierheim - Rin-Neckar, Alemania.
- 2021 - Galería Artes, París, Francia.
- 2021 - “Impresionistas del nuevo milenio”, Galería ImaginArte, Barcelona, España.
- 2020 - “Figures and colors of contemporary art”, Victorios Art Gallery,  Miami - Florida, Estados Unidos.
- 2020 - “Figurazione e impresionismo”, Escuola grande San Teodoro, Venecia, Italia.
- 2020 - “Pintura impresionista internacional”, Cultural House of Ozerov, Moscú, Rusia.
- 2019  - “Impresionismo colectivo”, Castillo Chieramontano, Agrigento - Sicilia, Italia.
- 2019 - “International”, Arteria BCN, Barcelona – España.
- 2018 - Academia Cultural "El Marzocco", Florencia, Italia.
- 2018 - Colectiva internacional, “Caja de Granada”, Hospital de San Juan de Dios, Martos, Jaén España.
- 2017 - “Maestros impresionistas”, Universidad Sagrado Corazón, ciudad de Lima, Perú.
- 2017 - “Pinceladas sin fronteras”, Museo de Arte Contemporáneo de Huila, Neiva, Colombia.
- 2017 - ImpresionArte, Galería Saphira&Ventura, Nueva York, Estados Unidos de América.
- 2017 - Bienal de arte impresionista, Viña del Mar, ciudad de Valparaíso, Chile.
- 2017 - Giovanna Maria Vanni, Florencia - La Toscana, Italia.
- 2016 - Invitado especial, Feria arte de Pekín, galería Nou-Milleni, Barcelona, España.
- 2015 - “Homenaje”, Retrospectiva, Museo de Arte Latino, Pomona, California, USA.
- 2013 - Sala de exposiciones Diputación Provincial de Jaén, octubre
- 2013 - “Invitado especial”, Festival de fuego del Caribe, La Habana, Cuba.
- 2013 - “Arte y Paz”, Archivo Histórico, Culiacán - Sinaloa, México.
- 2012 – “NeoImpresionismo e abstraccionismo europeo”, Galería Nou-Milleni, Barcelona, España.
- 2011 – “XLArt”, Galería de arte Tomás Costa Oliveira,  Oliveira de Azeméis - Distrito de Aveiro, Portugal.
- 2011 “Arte para compartir”, Redemptoris Centro cultural, ciudad de Lima, Perú.
- 2010 – “Retrospectiva”, Galería Colorida, Lisboa - Área Metropolitana, Portugal.
- 2009 – “Invitado Especial – Homenaje”, Festival internacional de Pintura Ciudad, Pitalito - Huila, Colombia.
- 2006 - “Art maximal”, Centro Cultural Cristian Peugeot, París, Francia.
- 2005 - “Espressioni e riflessioni”, Galería del Arte Moderno, Centro Histórico, Florencia – Italia.
- 2005 - Unidos por el arte, Kultursladene Centro Cultural, Copenhague – Dinamarca.
- 2005 - “Carroussel du Louvre”, Le Notre Galería de arte, París, Francia.
- 2004 - “Colore e forma”, Galería de Arte, Centro Histórico, Florencia, Italia.
- 2004 - “I Carroussel du Louvre”,  Galería Le Notre, París – Francia.
- 2002 - “IdeArte”, Sala Julio Romero de Torres, Córdoba - Córdoba, España.
- 2002 - Real Sociedad Económica Amigos del País, Jaén, Jaén - Andalucía, España.
- 2001 - Sala de arte contemporáneo Julio Romero de Torres Córdoba - Córdoba España.
- 2000 - “ArtEria”, Al-Mulk Galería,  Córdoba - Córdoba España.
- 2022 - "SUMAQ", Museo de Arte Contemporáneo de Cusco, Perú.

## Logros
Algunos de los reconocimientos, premios, homenajes, menciones por su labor artística:
2021 - Finalista, muestra internacional "Peace Again", Haegeumgang Theme Museum, Geoje, Corea del Sur
2019 – Reconocimiento, Organización Cultural Brasil América Latina, Sau Pablo Brasil.
2018 – Medalla de oro, Reconocimiento a la trayectoria, Asociación profesionales españoleres de la imagen, Martos España. 2018 – Reconocimiento Museo de Arte Contemporáneo del Huila, Neiva Colombia.
2017 – Mención de honor, Festival internacional del arte por la paz, Museo Contemporáneo Huila, Neiva, Colombia.
2015 - Mención de honor en el Trigésimo cuarto certamen de pintura, dibujo y escultura de la asociación de escultores y pintores de España. Madrid - España.
2014 - Mención honorífica exposición internacional micro-formato Sala Aires de Córdoba, Córdoba, España.
2013 - Homenaje, Archivo histórico Estado de Sinaloa, Culiacán, México.
2012 - Mención de honor, Segunda Bienal de micro-format, Sala Aires de Córdoba, Córdoba, España.
2006 - II Premio, Santa María delleArtí en Turín, Italia.
2005 - Premio Gran Elite, Academia Italiana GliEtruschi Livorno, Italia.
2004 - III Premio, Arte figurativo Ferrara, Florencia, Italia.
2003 - Mención honorífica, Segundo Salón Internacional St. Jaume de Lierca, Barcelona España.
2000 - I Premio, Real Sociedad Económica Amigos del País, Jaén, España.